# Tree - Roots & Crown
| Recensione     | Giudizio |
| -------------- | -------- |
| Rockol         |          |
| OndaRock       |          |
| Impatto Sonoro | Positivo |

Tree - Roots & Crown è il secondo album ufficiale del rapper italiano Mezzosangue, pubblicato il 23 marzo 2018. L'album contiene una collaborazione con il rapper Rancore.
L'album debutta direttamente alla quinta posizione della classifica ufficiale italiana FIMI.

## Il disco
L'album è composto da diciotto brani divisi in due dischi, da nove tracce ciascuno. Il primo, Roots, rappresenta le radici artistiche del rapper ed è composto con scelte stilistiche tipiche del rap vecchio stampo quali sample, synth e percussioni elettriche. Il secondo disco, denominato Crown, contiene contaminazioni rock e sonorità sperimentali alternative alle attuali tendenze del rap italiano, grazie all'uso di vari strumenti musicali e di arrangiamenti(alcuni prodotti dal rapper stesso).
Il disco è stato anticipato dal singolo Ned Kelly, pubblicato il 16 marzo 2018 insieme al relativo video ufficiale di cui Mezzosangue stesso ne è stato il regista. Il successivo 5 giugno, in occasione della Giornata mondiale dell'ambiente, viene rilasciato il video del secondo estratto dall'album Ologramma, realizzato in collaborazione con l'organizzazione Greenpeace.
La versione fìsica dell'album viene rilasciata anche in formato deluxe,  con una copertina dotata di led retro-illuminanti e un poster incluso.
Il 23 marzo 2019, viene rilasciata una tiratura del disco denominata "New Edition", anche in formato vinile, con le due tracce bonus Old Times e Parlami.

A dicembre 2021 viene annunciata l’uscita di una limited edition dedicata a “Verità parte 2” svelando che l’album può essere definito una “nigredo” dell’artista, preparandolo a seguire un nuovo percorso.

## Tracce

### CD 1 –Tree - Roots
1. Io sono Mezzosangue – 3:28
2. La mia famiglia – 2:51
3. System Error – 3:15
4. Ologramma – 3:42
5. Umanista – 3:06
6. Backdoor – 3:17
7. Mi accompagni – 3:36
8. God Bless Ignorance – 3:16
9. Verità pt. 2 – 3:02

Traccia bonus dell'edizione in vinile
1. Old Times – 3:09

### CD 2 –Tree - Crown
1. Crown – 1:43
2. Fuck Them Fuck Rap – 3:58
3. Tree – 3:58
4. Winter – 4:01
5. Ned Kelly – 2:49
6. Wonderland – 3:18
7. Io e te – 3:18
8. Upside Down (feat. Rancore) – 3:54
9. Destro, Sinistro, Montante – 4:35

Traccia bonus dell'edizione in vinile
1. Parlami – 2:51

## Formazione
Musicisti
- Mezzosangue – rapping, voce, viola (traccia 9 Crown)
- Rancore – voce aggiuntiva (traccia 8 Crown)
- Luca Martelli – batteria
- Fed Nance – cori, chitarra, fischio (traccia 7 Crown)
- Manuele Fusaroli – basso, tastiera, registrazione, missaggio, sax (traccia 6 Crown)
- Alfonso Santimone – pianoforte (traccia 9 Crown)
- Nicola Manzan, Andrea Ruggiero – violino (traccia 9 Crown)
- Giovanni Versari – mastering

Produzione Roots
- Addivvi – produzione (tracce 1 e 9)
- Denny the Cool – produzione (traccia 2)
- Carlo Margarita – produzione (tracce 3 e 7)
- Kolë Laca – produzione (tracce 4 e 8)
- Mezzosangue – produzione (tracce 4 e 9)
- Fabio Lazza – produzione (traccia 6)
- Sine – produzione (traccia 10)
- ProMo L'Inverso & Jok Beatz (International bomberz) produzione traccia 5

Produzione Crown
- Mezzosangue – produzione (tracce 1, 4, 8, 9 e 10)
- Mamakass – produzione (traccia 2)
- Manuele Fusaroli – produzione (tracce 2, 3, 5, 6, 7)
- Carlo Margarita – produzione (traccia 3)

## Classifiche
| Classifica (2018) | Posizione massima |
| ----------------- | ----------------- |
| Italia            | 5                 |